# 克羅地亞廣播電視台

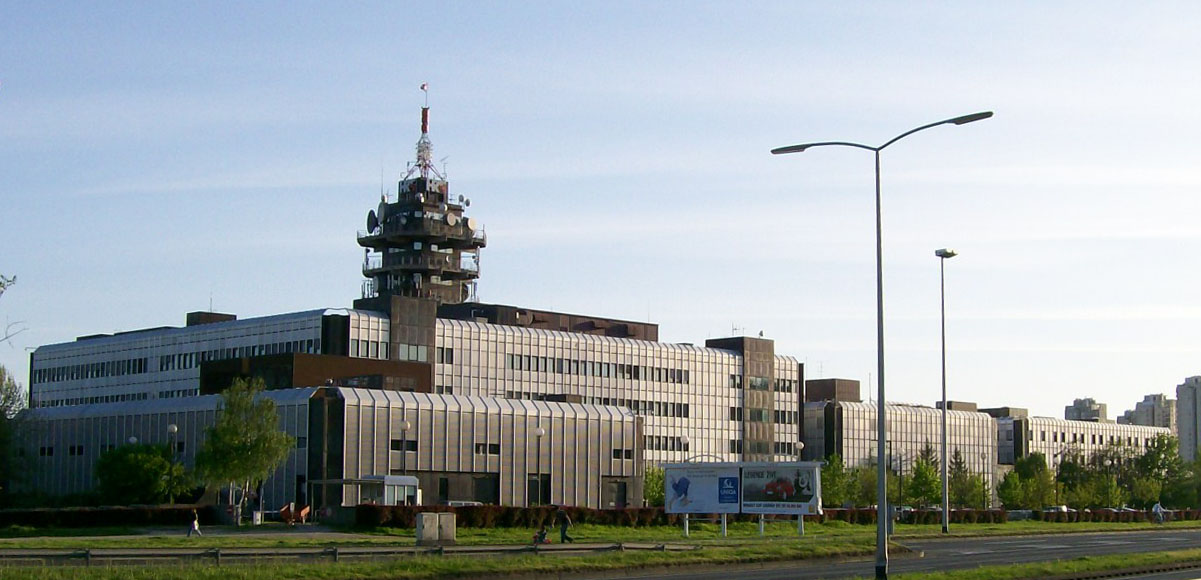

克羅埃西亞廣播電視台是克羅埃西亞的國家廣播電視台。在2011年，克羅埃西亞廣播電視80%以上的收入來自收視費。每戶克羅埃西亞家庭每個月需要繳納79克羅埃西亞庫納的收視費。其他收入則來自廣告等財源。克羅埃西亞廣播電視分為三個部分，分別是廣播部門、電視部門和音樂製作部門。現在克羅埃西亞廣播電視擁有五個頻道。

## 外部連結
- 官方网站（克羅埃西亞文）
- Zakon o Hrvatskoj radioteleviziji （克羅埃西亞文） (Croatian Radiotelevision Act)
- Statut Hrvatske radiotelevizije[永久] （克羅埃西亞文） (Statute of Croatian Radiotelevision)